# Fanthamia gigantulus
Fanthamia gigantulus är en tvåvingeart som beskrevs av Meillon och Wirth 1979. Fanthamia gigantulus ingår i släktet Fanthamia och familjen svidknott. Inga underarter finns listade i Catalogue of Life.